# Cheumatopsyche leleupi
Cheumatopsyche leleupi is een schietmot uit de familie Hydropsychidae. De soort komt voor in het Afrotropisch gebied.